# Cemitério Municipal de Caxias do Sul
O Cemitério Público Municipal de Caxias do Sul foi inaugurado em maio de 1901, quando o Estado cedeu ao município de Caxias do Sul uma área de 42.196 m². Antes dessa data os sepultamentos eram realizados no "antigo cemitério", situado entre as ruas Bento Gonçalves e Moreira César. O primeiro sepultamento neste cemitério foi o de Abramo Pezzi, no dia 6 de maio de 1903. Atualmente encontram-se sepultados aproximadamente 140 mil corpos, distribuídos em 5 200 lotes e 8 300 gavetas.
O rápido crescimento da cidade contribui para a superlotação do cemitério, que está em via de ser fechado por falta de espaço. A Prefeitura Municipal procura outro lugar para implantar um novo cemitério.[carece de fontes?]
No município há outro cemitério público, localizado no bairro Charqueadas, chamado de Cemitério Público Municipal II ou Cemitério do Rosário. Atualmente, há mais de 100 cemitérios em Caxias do Sul, públicos e particulares.